# Ozono
L'ozono (nome sistematico: triossigeno, o anche catena-triossigeno) è una forma allotropica dell'ossigeno avente formula molecolare O3, più ossidante e molto meno stabile dell'ossigeno biatomico (O2) presente nellaria, nel quale tende a trasformarsi.
È un gas azzurro chiaro dal caratteristico odore agliaceo che gli vale il nome: il termine "ozono", coniato dal chimico Christian. F. Schönbein, derivandolo dal greco antico "ὄζειν" (ózein), cioè emanare odore. L'odore dell'ozono è rilevabile da molte persone a concentrazioni atmosferiche superiori a 0,1 ppm.
L'ozono è naturalmente presente nell'alta atmosfera terrestre, nella cosiddetta fascia di ozono della stratosfera, dove assorbe gran parte della radiazione ultravioletta del Sole. Si forma inoltre durante i temporali per azione dei fulmini.

## Storia
Nel 1785, il chimico olandese Martinus van Marum stava conducendo esperimenti che coinvolgevano scintille elettriche sopra l'acqua quando notò un odore insolito, che attribuì alle reazioni elettriche, non riuscendo a rendersi conto che si era effettivamente formato l'ozono.
Nel 1839 Christian Friedrich Schönbein, mentre conduceva esperimenti sull'ossidazione lenta del fosforo e sull'elettrolisi dell'acqua, notò lo stesso odore e lo associò a quello che segue un fulmine nel cielo. Nel 1840 isolò la molecola e la chiamò ozono.
La formula chimica O3 fu determinata nel 1865 dal chimico svizzero Jacques-Louis Soret e venne confermata da Schönbein nel 1867.
Sebbene l'ozono abbia degli effetti positivi di schermatura dai raggi ultravioletti quando è libero in ozonosfera (parte della stratosfera terrestre), nel 1873 James Dewar e John Gray McKendrick documentarono alcuni effetti negativi che questa molecola ha negli strati bassi dell'atmosfera a contatto degli organismi: le rane diventavano più lente, gli uccelli respiravano senza fiato e il sangue dei conigli mostrava livelli ridotti di ossigeno dopo l'esposizione a un'aria ricca di ozono. Lo stesso Schönbein ha riferito che ha avuto dolori al petto, irritazione delle mucose e difficoltà respiratorie si sono verificate a causa dell'inalazione di ozono e che piccoli mammiferi sono morti durante i suoi esperimenti.
A oggi, l'unica conoscenza completamente ben accertata riguardo all'effetto fisiologico dell'ozono, è che provoca irritazione ed edema polmonare e morte se inalato in una concentrazione relativamente alta per qualsiasi periodo di tempo.

## Proprietà chimico-fisiche e struttura molecolare
In condizioni ambiente l'ozono è un gas fortemente reattivo e ossidante, molto più di O2. È appena colorato in azzurro ed ha un caratteristico odore agliaceo; è leggermente solubile in acqua, 1,05 g/L a 0 °C (490 mL in un litro), ma molto più solubile dell'ossigeno biatomico, pari a14,6 mg/L a 0 °C (10,2 mL in un litro). È alquanto più solubile in solventi sufficientemente inerti, come il tetracloruro di carbonio e i fluorocarburi, acido solforico a diverse concentrazioni, dando soluzioni azzurre.
A -112 °C condensa in un liquido blu scuro che, raffreddato al di sotto di -193,2 °C, forma un solido di colore nero-violetto. Il solido e il liquido puro, come pure il gas sotto pressione, sono da trattare con cautela perché potenzialmente esplosivi. Sotto pressione può essere liquefatto se raffreddato al di sotto della sua temperatura critica di -12,1 °C, cui corrisponde una pressione critica di 54,6 atm e un volume critico di 147,1 mL/mol.
L'ozono è un composto termodinamicamente instabile, la sua formazione dall'ossigeno biatomico (3/2 O2   →  O3) è alquanto endotermica: ΔHƒ° = +142,67 kJ/mol.
La molecola dell'ozono in fase gassosa è diamagnetica, a differenza di quella dell'ossigeno biatomico (biradicale stabile), sebbene l'ozono liquido risulti molto debolmente paramagnetico.
Da esperimenti di spettroscopia rotazionale nella regione delle microonde in fase gassosa è stato possibile appurare che la molecola di ozono è angolare, con i tre ossigeni ai vertici di un triangolo isoscele: la simmetria risultante è C2v, come per la molecola dell'acqua. La molecola di ozono è polare: il suo momento dipolare, misurato tramite effetto Stark-Lo Surdo, risulta essere μ = 0,53 D.
I legami tra l'ossigeno centrale e quelli terminali sono uguali e di ordine ≈ 1,5, come previsto dalla risonanza e dalla teoria degli orbitali molecolari: un legame sigma e mezzo legame pi-greco. Dall'analisi dei dati spettroscopici si ricava che la lunghezza di legame O−O è di 127,2 pm, un valore intermedio tra l'ossigeno molecolare (O=O, 121 pm), dove il legame è di ordine 2, e il perossido di idrogeno (HO−OH, 149 pm), dove il legame è singolo. La distanza tra i due ossigeni terminali, pari a 217,7 pm, è notevolmente minore rispetto al valore atteso, pari al doppio del raggio di van der Waals dell'ossigeno, 304 pm. L'angolo di legame O–O–O è pari a 116,78°.

La molecola può essere rappresentata come un ibrido di risonanza tra due forme limite tra loro speculari.

Forme limite di risonanza della molecola di ozono

In ciascuna di queste forme l'atomo di ossigeno centrale porta una carica formale positiva e si lega con un legame semplice ad un O terminale con una carica formale negativa, e con un legame doppio all'altro O, formalmente neutro. La risonanza fa sì che i due ossigeni terminali siano tra loro uguali e legati a quello centrale con un legame di ordine prossimo a 1,5, come si evidenzia dal dato sperimentale delle lunghezze di legame. La risonanza comporta inoltre che tutti e tre gli atomi di ossigeno siano ibridati sp2, il che si accorda con un angolo di legame solo di poco inferiore all'angolo ideale di 120°.
La molecola O3 è precisamente isoelettronica al fluoruro di nitrosile (F−N=O) e all'anione nitrito (−O−N=O) ed è isoelettronica di valenza al cloruro di nitrosile (Cl−N=O), all'anidride solforosa (O=S=O) e al catione O=Cl+=O.
Per l'ozono si ipotizza l'esistenza di un isomero strutturale, il triossigeno ciclico avente i tre atomi di ossigeno ai vertici di un triangolo equilatero, ciascuno legato agli altri due con legami semplici. Tale isomero, attualmente non confermato, dovrebbe avere energia considerevolmente maggiore ed essere quindi molto più reattivo.

## Formazione, instabilità ed altre proprietà
A 20 °C è un gas instabile con un tempo di dimezzamento di tre giorni, mentre sotto i −112 °C è un liquido esplosivo che decade in 20 minuti. Non può dunque essere conservato, e deve essere prodotto al momento dell'uso.
Ha un odore pungente caratteristico, lo stesso che accompagna talvolta i temporali, dovuto proprio all'ozono prodotto dalle scariche elettriche dei fulmini. È un energico ossidante e per gli esseri viventi è altamente velenoso. È tuttavia un gas essenziale alla vita sulla Terra per via della sua capacità di assorbire la luce ultravioletta; lo strato di ozono presente nella stratosfera protegge la Terra dall'azione nociva dei raggi ultravioletti UV-C provenienti dal Sole. Proprio per la loro capacità di distruggere lo strato di ozono della stratosfera, i freon sono stati banditi dalla produzione e dall'utilizzo. È anche diminuito molto l'uso dei CFC (che non sono stati aboliti del tutto). In Cina e in India ad esempio si persevera ancora nel loro utilizzo.
Con i metalli alcalini l'ozono forma composti di formula MO3 detti ozonuri.

## Ozono nell'atmosfera terrestre

### Ozonosfera

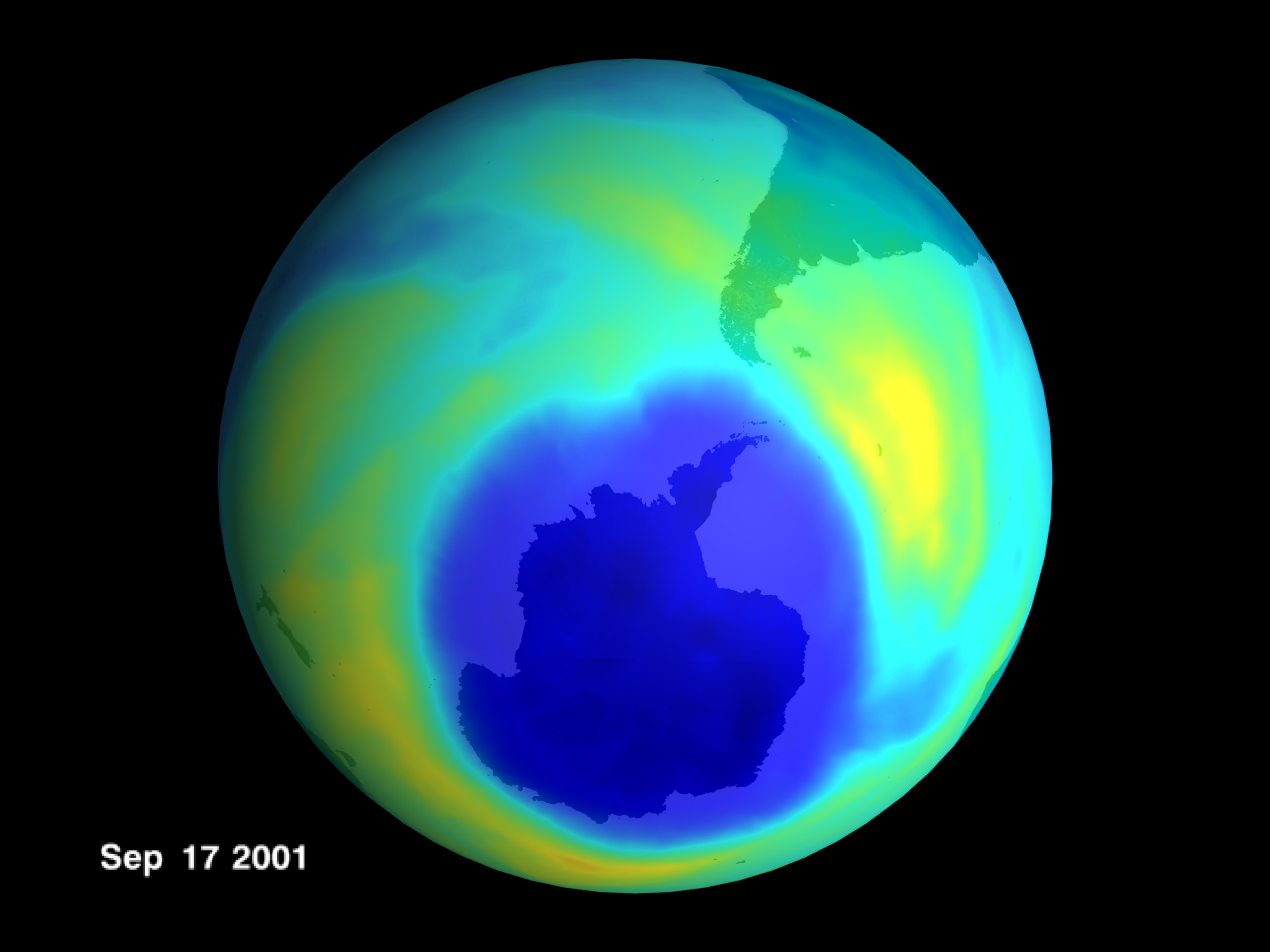
Assottigliamento dell'ozonosfera durante i primi anni del 2000 sull'Antartide

L'ozono è presente negli strati alti dell'atmosfera concentrandosi soprattutto a 25 km di altezza, dove si trova appunto l'ozonosfera: qui l'ozono assorbe e trattiene parte dell'energia proveniente direttamente dal Sole contribuendo al riscaldamento di questo strato di atmosfera.
L'ozono dell'ozonosfera assorbe l'energia della luce solare a lunghezze d'onda che vanno da circa 200 nm a 315 nm, con un picco di assorbimento a circa 250 nm. Queste lunghezze d'onda corrispondono alla radiazione UV-C e UV-B (lontani) e il loro assorbimento è importante per la sopravvivenza della vita sulla superficie terrestre. Lo spettro di assorbimento dell'atmosfera si estende quindi a UV-C e UV-B completo in quanto l'assorbimento dei raggi UV da parte dell'ossigeno e dell'azoto comprendono le lunghezze d'onda inferiori a 200 nm (UV-B vicini). La piccola parte non assorbita che rimane di UV-B dopo il passaggio attraverso l'ozono provoca scottature negli esseri umani e danni diretti al DNA nei tessuti viventi sia nelle piante che negli animali. Tuttavia, queste stesse lunghezze d'onda sono anche tra quelle responsabili della produzione di vitamina D nell'uomo.

### Ozono troposferico
L'ozono è presente in piccola parte anche negli strati più bassi dell'atmosfera come inquinante secondario o fotochimico proveniente dalla trasformazione chimica degli inquinanti primari (è uno dei principali componenti dello smog prodotto dall'uomo nelle grandi città): diversamente dall'ozono che si trova nella stratosfera, quello troposferico risulta essere un inquinante molto velenoso per gli occhi e le vie respiratorie.
Ci sono prove di una significativa riduzione dei raccolti agricoli a causa dell'aumento dell'ozono poiché interferisce con la fotosintesi e blocca la crescita complessiva di alcune specie di piante.

## Sintesi

### Produzione naturale
L'ozono si genera da molecole di ossigeno biatomico (O2) in prossimità di scariche elettriche, scintille e fulmini, secondo la seguente reazione:
{\displaystyle {\ce {3O2\to 2O3}}}
Siccome la reazione è endotermica, questa necessita dell'assorbimento di una certa quantità di energia, pari a circa 69 000 calorie/mole, affinché avvenga.

### Produzione industriale
L'ozono non è stabile sul lungo periodo e non viene pertanto prodotto e commercializzato in bombole come gli altri gas industriali. Viene generalmente preparato al momento dell'utilizzo attraverso apparecchi detti ozonizzatori che convertono l'ossigeno dell'aria in ozono tramite scariche elettriche. La reazione di formazione industriale dell'ozono segue quindi questa reazione:
{\displaystyle {\ce {O2\,+\,H2O\leftrightarrows O3\,+\,2H+\,+\,2e-}}}

#### Generatori a effetto corona
Il processo più importante per la produzione di ozono è mediante generatori a effetto corona, che si sono dimostrati particolarmente efficienti, e dei quali si sono sviluppate diverse varianti. Tra i loro vantaggi, la possibilità di costruire generatori di dimensioni anche contenute, quella di poter produrre ozono riducendo al minimo la produzione di altri gas irritanti, la longevità delle celle a effetto corona, che può superare i dieci anni, e l'elevata produttività.

##### Generatori a celle Siemens
Sono i principali generatori a effetto corona attualmente in commercio e per la produzione di ozono, utilizzano celle che ricalcano il brevetto di Werner von Siemens del 1857 e del generatori d'ozono progettati da Welsbach nel 1950. Tali celle sono costituite da due elettrodi concentrici separati da un'intercapedine di pochi decimi di millimetro (0,8-1,5 mm), nella quale fluisce l'aria o l'ossigeno. Tra gli elettrodi c'è una differenza di potenziale di 7±30 kV, con una frequenza dai 50 Hz a oltre 1 kHz. L'elettrodo più interno è di metallo, mentre l'elettrodo esterno è costituito da un filo conduttivo metallico che avvolge esternamente un tubo di materiale dielettrico, ordinariamente vetro borosilicato oppure ceramica (questa introdotta tra il 1984 e il 1985). L'elettrodo interno è collegato al generatore di media tensione, mentre l'elettrodo esterno è collegato a terra (in certi casi tali collegamenti possono essere invertiti). La pressione di esercizio può variare tra una e tre volte quella atmosferica 0,1-0,3 MPa. Si tenga presente che la formazione di ozono dall'ossigeno avviene con diminuzione del numero di moli, e dunque è favorita dalla pressione.
Giacché una quota variabile tra l'85% e il 95% dell'energia che alimenta le celle viene trasformato in calore, esso deve essere rimosso tramite un opportuno sistema di raffreddamento, ad aria o a acqua. Per la produzione di una portata massica di 0,27 mg/s di ozono sono necessari circa 0,70 cm³/s d'acqua di raffreddamento a 15 °C. Generatori d'ozono sino a 1,4-2,7 mg/s possono anche essere raffreddati ad aria, ma sopra tali potenze il raffreddamento ad acqua è indispensabile.
I generatori di ozono di grandi dimensioni sono più efficienti di quelli di taglia più modesta, necessitano di una potenza elettrica unitaria minore e – conseguentemente – anche meno acqua di raffreddamento. L'ozono può essere prodotto a partire da ossigeno oppure da aria: in ossigeno la concentrazione di ozono raggiungibile è circa doppia di quella che si ha partendo da aria, ma il processo ha rese più elevate per l'aria, in quanto la presenza di un gas inerte favorisce la cinetica di formazione dell'ozono. Utilizzando aria si arriva a concentrazioni di ozono del 6% (p/p), 76,8 g/Nm3 (la maggior parte dei generatori industriali dà una concentrazione di ozono di 25 g/Nm3), con rese di 0,028 g/kJ. Si ha una minore produzione di calore, con meno necessità di raffreddamento forzato della cella e un certo risparmio sui costi di esercizio, dato che si lavora con aria atmosferica. Utilizzando ossigeno, esso può essere avviato direttamente alle celle ozonogene, in quanto esso è fornito già secco e molto puro. Le concentrazioni di ozono raggiungibili possono superare il 20% (p/p), 286 g/Nm3, con rese di 0,069 kg/MJ. La produzione di calore, essendo collegata alla quantità di ozono formata, è più intensa.
È assai importante che l'aria impiegata nel processo di produzione dell'ozono sia assolutamente secca: il punto di rugiada non deve essere superiore a −50 °C. Oggi tale grado di essiccazione può essere ottenuto abbastanza facilmente tramite membrane oppure con essiccatori ad adsorbimento. Quando l'aria è perfettamente secca (punto di rugiada di -55 °C o meno), non si ha nemmeno la formazione di NOx. Essa deve essere anche completamente priva di nebbie d'olio dai compressori, per cui è opportuno impiegare compressori non-lubrificati. Depositi di olio nella cella favoriscono il generarsi di archi che la danneggiano gravemente, sino a perforarla.
Altro punto essenziale è la perfetta stabilità e "pulizia" dell'alimentazione elettrica; i circuiti del generatore d'ozono devono essere in grado di sopprimere gli eventuali archi che si producano nelle celle che, date le differenze di potenziale in gioco, porterebbero all'immediata perforazione dell'elettrodo. Tutto ciò implica una sofisticata tecnologia per la realizzazione dei generatori d'ozono, sia per ciò che riguarda la preparazione dell'aria, sia per la parte elettrica e dell'elettronica di potenza. Nonostante tutto questo, un impianto di generazione di ozono ha una vita operativa piuttosto lunga e richiede una manutenzione abbastanza ridotta.
Oltre alle celle Siemens, negli ultimi vent'anni sono state provate una serie di celle, sempre basate sull'effetto corona, a geometria innovativa: a intercapedine ampia, a scarica fredda, tipo Siemens a piccolissima intercapedine, a elettrodo in rete metallica, a elettrodo in filo metallico fine, oltre a innumerevoli altri esperimenti basati su tecnologie o materiali speciali.

#### Lampada a raggi ultravioletti
Un altro processo impiega lampade a raggi ultravioletti con banda di emissione concentrata sui 185 nm. Queste presentano innumerevoli svantaggi rispetto alle celle a effetto corona:
- produttività di ozono molto più modesta;
- concentrazioni massime di ozono ottenibili pari a un decimo di quelle ottenute con le celle a effetto corona;
- elevato consumo di elettricità;
- breve vita operativa delle lampade.

#### Elettrolisi
Un terzo processo ottiene ozono direttamente per via elettrolitica, ed è stato sperimentato alcuni anni fa nella depurazione di acque reflue dall'industria farmaceutica. Questa possibilità suscita oggi molto interesse, e in pochi anni sono state depositate diverse decine di brevetti al riguardo. Di recente (2011), su brevetto canadese, sono entrate in produzione delle celle per la produzione elettrolitica dell'ozono direttamente nell'acqua, impiegabili per la sterilizzazione dell'acqua di piscine e di acque reflue. Esse necessitano un certo grado di conducibilità dell'acqua (attorno ai 1 000 microsiemens/cm), ma semplificano molto gli impianti necessari all'ozonizzazione delle acque.

### Impieghi
Dato il suo potere ossidante, l'ozono viene impiegato per sbiancare e disinfettare, in maniera analoga al cloro. Tra gli usi industriali dell'ozono si annoverano i seguenti:
- disinfezione dell'acqua negli acquedotti;
- disinfezione dell'acqua delle piscine;
- disinfezione dell'acqua destinata all'imbottigliamento;
- disinfezione di superfici destinate al contatto con gli alimenti;
- disinfezione dell'aria da spore di muffe e lieviti;
- disinfezione di frutta e verdura da spore di muffe e lieviti;
- aumento del potenziale ossido-riduttivo dell'acqua negli acquari;
- ossidazione di inquinanti chimici dell'acqua (ferro, arsenico, acido solfidrico, nitriti e complessi organici);
- ausilio alla flocculazione di fanghi attivi nella depurazione delle acque;
- pulizia e sbiancamento dei tessuti;
- abrasione superficiale di materie plastiche e altri materiali per consentire l'adesione di altre sostanze o per aumentarne la biocompatibilità;
- invecchiamento accelerato di gomme e materie plastiche per verificarne la resistenza nel tempo;
- disinfestazione delle derrate alimentari[46] e del legno.
- ozonizzazione delle camere di stagionatura e/o degli ambienti di stoccaggio, purché in assenza di alimenti[47].
- sanificazione di strutture non sanitarie nell’emergenza COVID-19, come superfici e ambienti interni.[48]

## Reazioni
L'ozono è tra i più potenti agenti ossidanti conosciuti, la quasi totalità delle reazioni in cui è coinvolto saranno quindi delle ossidazioni. È abbastanza instabile alle alte concentrazioni e decade a ossigeno biatomico in un arco di tempo variabile a seconda delle condizioni di temperatura e umidità dell'aria.
{\displaystyle {\ce {2O3\to 3O2}}}
Questa reazione procede più rapidamente più è elevata la temperatura. La deflagrazione dell'ozono può essere innescata da una scintilla e può verificarsi in concentrazioni di ozono del 10% in peso o superiori.

### Con i metalli e i composti dell'azoto, del carbonio e dello zolfo
L'ossidazione dei metalli, dei composti dell'azoto, del carbonio e dello zolfo da parte dell'ozono segue le seguenti reazioni:
{\displaystyle {\ce {Cu\,+\,O3\to CuO\,+\,O2}}}
{\displaystyle {\ce {NO\,+\,O3\to NO2\,+\,O2}}}
{\displaystyle {\ce {NO2\,+\,O3\to NO3\,+\,O2}}}
{\displaystyle {\ce {2NH3\,+\,4O3\to NH4NO3\,+\,4O2\,+\,H2O}}}
{\displaystyle {\ce {C\,+\,2O3\to CO2\,+\,2O2}}}
{\displaystyle {\ce {S\,+\,H2O\,+\,O3\to H2SO4}}}
E altre meno frequenti.

### Con alcheni e alchini
L'ozono reagisce con alcheni a dare alcol, aldeidi o chetoni a seconda della conformazione dell'alchene.

Generico alchene lisato dalla reazione con ozono a dare aldeidi o chetoni

Reagendo con alchini si possono formare dichetoni.

## Effetti sulla salute
Centinaia di studi suggeriscono che l'ozono è dannoso per le persone ai livelli attualmente presenti nelle aree urbane. È stato dimostrato che l'ozono agisce sull'apparato respiratorio, cardiovascolare e sul sistema nervoso centrale. Anche la morte prematura e i problemi di salute riproduttiva e di sviluppo sono associati all'esposizione all'ozono.

### Esposizione acuta
Poiché l'ozono è un gas, colpisce direttamente i polmoni e l'intero sistema respiratorio. L'ozono inalato provoca infiammazione e alterazioni acute, ma reversibili, della funzione polmonare, nonché iperreattività delle vie aeree. Questi cambiamenti portano a mancanza di respiro, respiro sibilante e tosse che possono esacerbare malattie polmonari, come l'asma o la broncopneumopatia cronica ostruttiva, con conseguente necessità di ricevere cure mediche.
Sono stati condotti numerosi studi per determinare il meccanismo alla base degli effetti dannosi dell'ozono. Questi studi hanno dimostrato che l'esposizione all'ozono provoca cambiamenti nella risposta immunitaria all'interno del tessuto polmonare, con conseguente interruzione della risposta immunitaria sia innata sia adattativa, nonché alterando la funzione protettiva delle cellule epiteliali polmonari. Si pensa che questi cambiamenti nella risposta immunitaria e la relativa risposta infiammatoria siano fattori che contribuiscono all'aumento del rischio di infezioni polmonari e al peggioramento o all'attivazione dell'asma.
È stato dimostrato che il funzionamento delle cellule del sistema immunitario innato cambia dopo l'esposizione all'ozono. È stato dimostrato che i macrofagi modificano il livello dei segnali infiammatori che rilasciano in risposta all'ozono, aumentando la regolazione e provocando un'infiammazione maggiore nel polmone. I neutrofili, un altro importante tipo di cellula del sistema immunitario innato, sono presenti nelle vie aeree entro sei ore dall'esposizione a livelli elevati di ozono, ma la loro capacità di eliminare i batteri sembra compromessa dall'esposizione all'ozono.
Il sistema immunitario adattativo è il ramo dell'immunità che fornisce protezione a lungo termine tramite lo sviluppo di anticorpi, ed è anch'esso influenzato da un'elevata esposizione all'ozono. I linfociti producono una maggiore quantità di sostanze chimiche infiammatorie (citochine) dopo l'esposizione all'ozono.
Il tessuto epiteliale infine, rappresenta barriera protettiva delle vie aeree superiori, in quanto contiene strutture ciliari specializzate che lavorano per eliminare corpi estranei, muco e agenti patogeni dai polmoni. Quando esposte all'ozono, le ciglia si danneggiano e la pulizia muco-ciliare dei patogeni è ridotta. Inoltre, la barriera epiteliale si indebolisce, consentendo agli agenti patogeni di attraversare la barriera, proliferare e diffondersi nei tessuti più profondi. Insieme, questi cambiamenti nella barriera epiteliale contribuiscono a rendere gli individui più suscettibili alle infezioni polmonari.
L'inalazione di ozono non colpisce solo il sistema immunitario e i polmoni, ma può colpire anche il cuore. L'ozono causa uno squilibrio autonomico a breve termine che porta a cambiamenti della frequenza cardiaca e riduzione della variabilità della frequenza cardiaca; livelli elevati di esposizione per appena un'ora provocano un'aritmia negli anziani. Entrambi questi eventi aumentano il rischio di morte prematura e ictus. L'ozono può anche portare a vasocostrizione con conseguente aumento della pressione arteriosa sistemica che contribuisce ad aumentare il rischio di mortalità in pazienti con malattie cardiache preesistenti.

### Esposizione cronica
Uno studio trova associazioni significative tra esposizione cronica all'ozono e mortalità per qualsiasi causa, circolatoria e respiratoria con aumenti del rischio del 2%, 3% e 12% per 10 ppb di ozono. L'ozono cronico ha effetti dannosi sui bambini, specialmente quelli con asma. Il rischio di ospedalizzazione nei bambini con asma aumenta con l'esposizione cronica all'ozono. Gli adulti affetti da malattie respiratorie hanno un rischio più elevato di mortalità e i pazienti critici hanno un rischio maggiore di sviluppare la sindrome da distress respiratorio acuto.

## Usi in medicina alternativa e veterinaria
Nonostante l'ozono sia in alcuni casi utilizzato a fini terapeutici, il suo uso resta discusso e spesso privo di un'adeguata letteratura scientifica a supporto. La Food and Drug Administration dichiara l'ozono "un gas tossico di cui non si conoscono utili applicazioni mediche in terapia specifica, aggiuntiva o preventiva".
L'ozono è comunque un potente ossidante e ha attività antibatterica. Grazie a queste proprietà, viene ad esempio usato nel trattamento di malattie della pelle, soprattutto se causate da patogeni che hanno sviluppato resistenza nei confronti di approcci terapeutici convenzionali, come antibiotici e chemioterapeutici a uso dermatologico. L'ozono è inoltre in grado di inibire la crescita e la proliferazione dei dermatofiti in corso di dermatite micotica. L'ozono trova ora impiego anche come terapia delle otiti di origine batterica e fungina, dove svolge attività antalgica e antiinfiammatoria. In ortopedia e chirurgia viene utilizzato per indurre una rapida cicatrizzazione in caso di ferite chirurgiche, fistole, suture e fissatori esterni.
In veterinaria viene utilizzato in dermatologia come terapia delle piodermiti superficiali e profonde; nelle lesioni di origine fungina, traumatica e immunologica, e anche nei casi di ferite caratterizzate da prurito e infiammazione.